# هربرت غاسبر
هربرت غاسبر (بالإنجليزية: Herbert Jasper)‏‏ (27 يوليو 1906 في لا غراندي - 11 مارس 1999 في مونتريال) طبيب، وعالم أعصاب، وعالم نفس، وطبيب أعصاب، وكيميائي من كندا.

## الجوائز
- ضابط وسام كندا
- جائزة ألبرت أينشتاين العالمية للعلوم
- نيشان الرتبة الوطنية لكيبيك من رتبة ضابط أكبر[7]
- جائزة كارل سبنسر لاشلي [الإنجليزية]‏
- قاعة مشاهير الطب الكنديين[8]
- زمالة الجمعية الملكية الكندية